# Васильев, Владимир Иванович (артист)
Влади́мир Ива́нович Васи́льев (настоящая фамилия Кири́ллов, также называем Васильев 1-й; 1828, Нарва — 24 августа [6 сентября] 1900, Санкт-Петербург) — русский артист оперы (бас).

## Биография
Сын протоиерея. Окончил духовное Александро-Невское училище, где и получил, по установившемуся там обычаю, другую фамилию, а именно Васильева и пел в церковном хоре, одновременно со службой в синодской канцелярии, куда поступил в 1845 г. В 1852 г.обучался пению у Гаэтана Казеллы и позже в Петербургском театральном училище у профессора при Училище Императорских театров Федерико Риччи; по его же рекомендации и на средства дирекции императорских театров уехал совершенствоваться к его брату Луиджи Риччи в Триесте. Там же выступил в первый раз на сцене в театре «Набукко». Вернувшись в Петербург, он с 1856 года на протяжении 25 лет пел на сцене Петербургского оперного театра, дебютировав в партии Жоржа в «Пуританах».

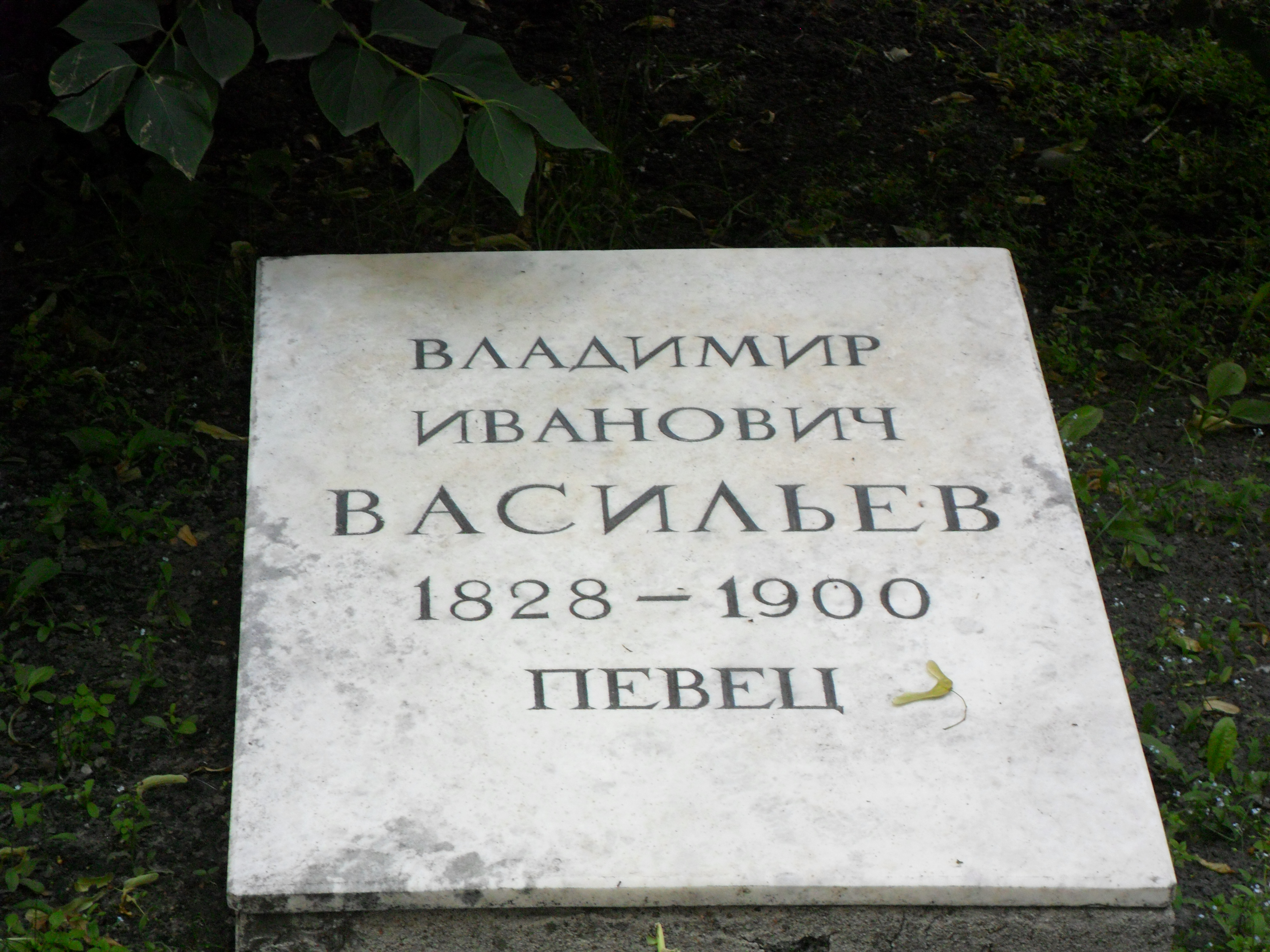
Могила В. И. Васильева в Некрополе мастеров искусств Александро-Невской лавры в Санкт-Петербурге

Многократно концертировал. В 1869 исполнял сольную партию в 9-й симфонии Л. Бетховена. 16 января 1879 впервые исполнил отрывки из «Князя Игоря» в концерте петербургской Бесплатной музыкальной школы. А. Бородин посвятил певцу романс «Бегство».
Оставил сцену в 1881 году (по: [bookz.ru/authors/avtor-neizvesten-3/theatre_encicl/page-257-theatre_encicl.html Театральная энциклопедия]) или в 1882 году (по: Васильев, Владимир Иванович // Большая русская биографическая энциклопедия (электронное издание). — Версия 3.0. — М.: Бизнессофт, ИДДК, 2007.). По окончании казённой службы Васильев. несколько раз появлялся на частных сценах, — сообщает Риман.
Владимир Иванович Васильев является одним из первых и главных основателей ссудосберегательной кассы при Императорских театрах, помогавшей в течение многих лет артистам, — отмечает словарь Брокгауза.
Скончался 27 августа 1900 года. Был похоронен на Смоленском православном кладбище. В 1930-х годах захоронение было перенесено в Некрополь мастеров искусств Александро-Невской лавры в Санкт-Петербурге.

## Творчество

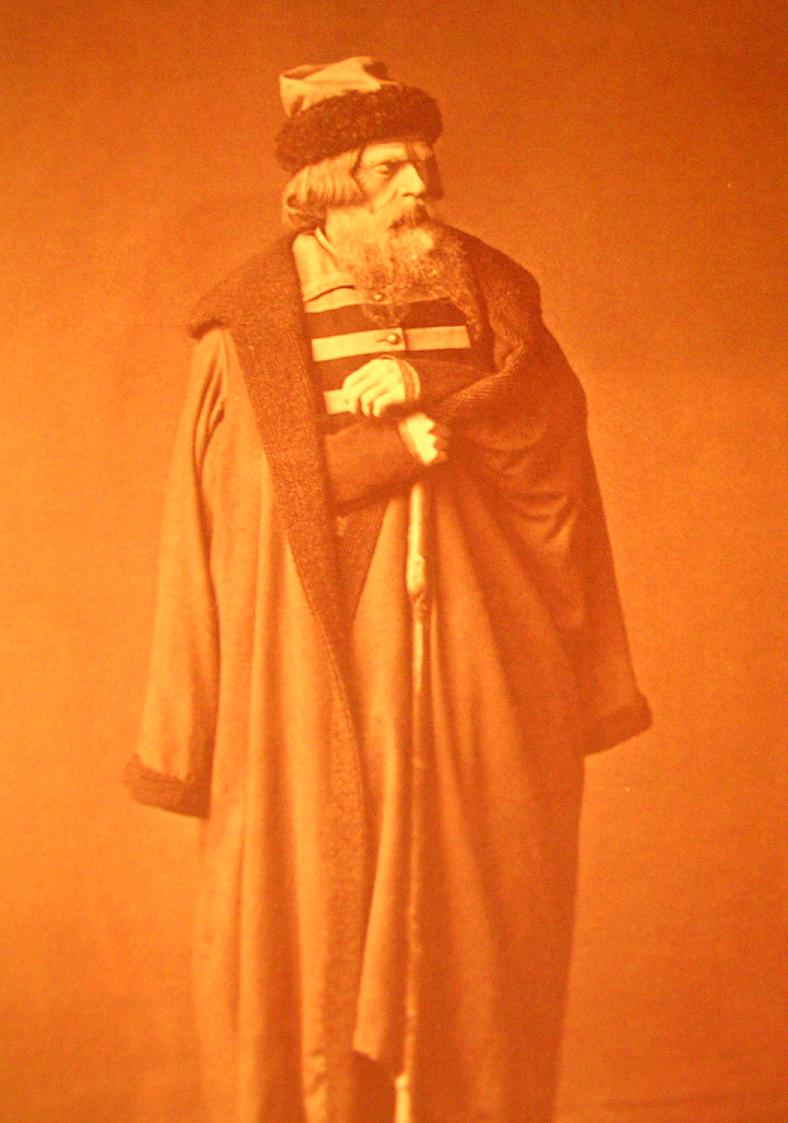
В опере «Нижегородцы» Э. Направника

Первый исполнитель партии Пимена («Борис Годунов») — 27 января (8 февраля) 1874 на сцене Мариинского театра.
Всего исполнил около 130 ролей. Среди партий: Иван Сусанин («Иван Сусанин» Глинки); Илья, Добрыня, Элиаким («Вражья сила», «Рогнеда», «Юдифь» Серова), Жемчужный («Опричник» Чайковского), Лепорелло («Дон Жуан» Моцарта), Ахмед — первый исполнитель («Аммалат-Бек»), Бертрам («Фра-Дьяволо» Обера), Бертрама («Роберт»), Марсель («Гугеноты»), Орлик — первый исполнитель («Мазепа» Б. Фитингофа-Шеля), Полочай («Кроатка, или Соперницы»), Добрыня Никитич («Рогнеда»), Дикого («Гроза»), Сухорукий («Нижегородцы» Направника), Колычев и Бирюк («Купец Калашников» Рубинштейна), Кардинал («Жидовка»), Захарий («Иоанн Лейденский»), Мистер Педж («Виндзорские кумушки» Николаи), Битерольф («Тангейзер»), Гастон («Травиата»), Каспар в «Фрейшютце», Беппо в «Фенелле» и очень многие другие.
Обладал голосом большой звучности и широкого диапазона.
«Васильев был замечательным Сусаниным, которого он пел после Петрова и представлял иначе: у Петрова Сусанин, величавый, приближался к типу старинного боярина, у Васильева он отличался простотой и был ближе к чисто народному типу» — отмечалось современниками (см. Васильев, Владимир Иванович // Большая русская биографическая энциклопедия (электронное издание). — Версия 3.0. — М.: Бизнессофт, ИДДК, 2007.).
А. Даргомыжский специально для певца написал вставную арию Квазимодо в сцене на Гревской площади [в опере «Эсмеральда»].